# 31728 Rhondah
31728 Rhondah è un asteroide della fascia principale. Scoperto nel 1999, presenta un'orbita caratterizzata da un semiasse maggiore pari a 2,7216167 UA e da un'eccentricità di 0,0959856, inclinata di 5,09044° rispetto all'eclittica.